# Харадзе, Анна Лукьяновна
А́нна Лукья́новна Хара́дзе (груз. ანა ხარაძე; 1905—1977) — советский грузинский биолог, учёный-систематик, флорист, ботанико-географ, коллектор, специалист по флоре Грузии и Кавказа в целом.

## Биография
Анна Лукьяновна родилась в г. Елизаветполе (ныне г. Гянджа, Азербайджанская Республика) в семье педагога — школьного преподавателя естествознания. Младшая сестра — этнограф Русудан Харадзе (1909—1965). Среднее образование получила в Тбилиси в техникуме, а затем поступила на биологическое отделение естественного факультета Тифлисского государственного университета, который окончила в 1927 году.
После окончания университета она поступила на должность старшего препаратора в Ботанический кабинет Музея Грузии, авторитетного старшейшего научного центра всего Кавказского края, где проработала с 1927 года по 1931 год под руководством известных ботаников Б. К. Шишкина и Е. И. Кикодзе. Почти одновременно Анна Лукьяновна начинает свою педагогическую деятельность; сначала в качестве ассистента, а затем доцента Тбилисского государственного университета, с которым не расставалась до последних дней своей жизни.
В период работы в Музее Грузии принимала активное участие во всех флористических и комплексных экспедициях, организованных Музеем и Грузинским географическим обществом в Сванети, Пшав-Хевсурети и Хеви с целью изучения природы высокогорной Грузии. В эти же годы, являясь членом Клуба грузинских альпинистов, Анна Лукьяновна, стала одной из первых женщин, принявших участие в альпинистских походах грузинских альпинистов — основоположников советского альпинизма. В частности, она совершила с ними в 1933 году восхождение на вершину Тетнульд.
В 1934 году поступила на должность младшего научного сотрудника в Отдел систематики и географии растений Тбилисского института ботаники Грузинского филиала АН СССР, где работала под руководством известных знатоков флоры и растительности Кавказа — академика АН ГССР Д. И. Сосновского и члена-корреспондента АН СССР Н. А. Буша. В 1935 году утверждена в должности старшего научного сотрудника Института ботаники ГССР.
В 1952 году Анна Дмитриевна была назначена заведующей Отделом систематики и географии растений Института ботаники АН ГССР, на которой находилась до конца своей жизни, сохраняя и приумножая в отделе лучшие традиции классиков отечественной систематики растений.
В 1938 году защитила кандидатскую диссертацию по результатам монографической обработки трудного в систематическом отношении цикла Minuartia imbricata (M.Bieb.) Woronov.
Анна Дмитриевна занимала активную позицию в общественной жизниː избиралась депутатом Верховного Совета Грузинской ССР 3-го созыва (1951—1954); была членом-учредителем Грузинского ботанического общества и членом редколлегии его журнала «Вестник»; ряд лет состояла членом Научного Совета, Всесоюзного ботанического общества (с 1952 года), членом Всесоюзной координационной комиссии АН СССР, членом Грузинского географического общества. За время пребывания в Институте ботаники состояла членом Учёного Совета, а в последующие годы и членом Специализированного научного совета ВАК при Институте ботаники АН ГССР.

## Научная деятельность
В сфере научных интересов Анны Дмитриевны Харадзе находились многие темы. С точки зрения систематики ею были обработаны труднейшие роды из разных семейств цветковых растений; многие её труды касаются классификации эндемов, происхождения ксерофильной и кариофильной растительности
Автор ценной работы по систематике рода Колокольчик (Campanula), обобщающих исследований «К изучению ксерофильных флор Скалистого хребта» (1948), «Эндемичный гемиксерофильный элемент высокогорий Большого Кавказа» (1960) и «К ботанико-географическому районированию высокогорий Большого Кавказа» (1966).

## Награды
- орден Трудового Красного Знамени
- медаль «За доблестный труд»
- Почётная грамота Президиума верховного Совета Грузинской ССР
- малая Серебряная медаль ВДНХ за участие в сельскохозяйственной выставке

## Растения названные в честь А. Л. Харадзе
- Campanulaceae — gen Annaea Kolak., 1979basionym [Campanula subgen. Annaea (Kolak.) Ogan. 1995] [Campanula sect. Annaea (Kolak.) Victorov, 2002]
- Campanulaceae — trib. Annaea Kolak., 1987
- Annaea hieracioides (Kolak.) Kolak., 1979
- Allium charadzeae Tscholokaschili
- Astragalus charadzeae Grossh.
- Campanula annae Kolak.
- Campanula charadzeae Grossh.
- Cepchalaria charadzeae Schchian
- Coronilla charadzeae Chinth. et Tschuchr.
- Delphinium charadzeae Kem.-Nath et Gagnidze
- Gagea charadzeae Davlifnidze
- Jurinea annae Sosn.
- Psephellus annae Galuschko
- Rubus charadzeae K.Sanadze
- Камнеломка Харадзе (Saxifraga charadzeae Otschiauri)
- Scorzonera charadzeae V.Papava
- Scorphularia charadzeae Kem.-Nath.
- Sempervivum charadzeae M.Curgenidze
- Tragpogon charadzeae Kuthath.
- Veronica charadzeae Kem.-Nath.
- Рододендрон Харадзе — природный гибрид между рододендроном Унгерна и рододендроном Смирнова (описан А. П. Хохряковым)[6].